# ثيودور فريتش
ثيودور فريتش (بالألمانية: Theodor Fritsch)‏ هو ناشر وسياسي ألماني، ولد في 28 أكتوبر 1852 في ألمانيا، وتوفي في 8 سبتمبر 1933 في ألمانيا. حزبياً، نشط في German Reform Party ‏ وGerman Social Party (German Empire) ‏ وGerman Völkisch Freedom Party ‏ والحركة الوطنية الإشتراكية للحرية. وقد انتخب عضو مجلس النواب الألماني للجمهورية فايمار.